# 宝塚市立長尾台小学校
宝塚市立長尾台小学校（たからづかしりつ ながおだいしょうがっこう）は、兵庫県宝塚市長尾台一丁目にある公立小学校。
なお宝塚市内では正式に同市名の「塚」に画数の1画多い旧字体「塚」を用いる。

## 概要
宝塚市内で最も東に位置し、宝塚市内に加え、川西市飛地である満願寺町（満願寺周辺）からの通学が可能である。
標高173メートルの高台に位置し、東方に大阪平野（北摂）を一望できる。校地面積は市内最大の37524平方メートルであり、自然環境に富んでいる。
本校前の道路は国道176号より分岐し、満願寺方面へ至っている。道路の向かい側には宝塚大学宝塚キャンパス（旧・宝塚造形芸術大学）がある。

## 沿革

### 経緯
雲雀丘山側の地域で住宅開発が進み、人口が著しく増加した。元々は長尾小学校の校区であったが、通学距離が長い上、学級人数が増加したため、市立小学校設置の必要性が高まった。これを受け、宝塚市は長尾小学校より本校を分離開校した。

### 年表
- 昭和52年(1977年)4月1日 開校
- 昭和52年(1977年)5月31日 長尾小学校とお別れ会
- 昭和52年(1977年)6月1日 創立記念日制定
- 昭和53年(1978年)2月18日 校歌制定
- 昭和53年(1978年)10月3日 花壇コンクール審査（宝塚市長賞）
- 昭和54年(1979年)11月30日 花壇コンクール優良校
- 昭和55年(1980年)8月14日 観察池工事完了
- 昭和55年(1980年)11月25日 兵庫県民花壇コンクール最優秀賞受賞
- 昭和61年(1986年)6月5日 創立10周年記念集会
- 平成2年(1990年)3月 体育倉庫改築・校地緑化工事
- 平成4年(1992年)8月 保健室移転・ランチルーム改装
- 平成5年(1993年)8月 多目的ルーム・和室改装
- 平成6年(1994年)4月1日 障害児学級（ひまわり）新設
- 平成7年(1995年)1月17日 兵庫県南部地震発生（阪神・淡路大震災）
- 平成8年(1996年)7月6日 創立20周年記念行事
- 平成10年(1998年)5月 プール改装
- 平成11年(1999年)9月 教育用コンピュータ導入
- 平成12年(2000年)6月 図書ボランティア発足
- 平成12年(2000年)11月 エレベーター新設
- 平成13年(2001年)3月 正門改装
- 平成17年(2005年)8月 南館校舎改装
- 平成18年(2006年) 北館・特別棟改装（改築）
- 平成18年(2006年)11月7日 創立30周年記念行事
- 平成19年(2007年)4月 小学校国際理解推進モデル事業

## 象徴

### 校章
校章はつつじの花を基に、丸型に施された「長尾台」の文字が中に描かれている。つつじの花は同時に元気な児童を表現し、校名を中心として空間は平和を表している。また、つつじの花の五弁のつながりは強い団結と友情を表している。

### 校歌
長尾台小学校  校歌は清島芳郎の作詞、側島昌子の作曲であり、1番から3番まで存在する。全3番とも末尾のフレーズは「われらが学舎  長尾台」で共通している。本校の豊かな自然環境が歌われている。

## アクセス

### バス
阪急バス（満願寺線）長尾台停留所が本校より北西へ80メートルにある。
本路線は伊丹営業所が管轄し、150系統がJR川西池田、川西バスターミナル或いはパルティ川西前（川西能勢口駅）と雲雀丘花屋敷駅前、愛宕原ゴルフ場前を結ぶ。尚、川西能勢口駅に連絡する停留所は行先により異なり、愛宕原ゴルフ場前行きは川西バスターミナルであるが、JR川西池田行きはパルティ川西前である。

### 鉄道
- 最寄駅は阪急宝塚本線雲雀丘花屋敷駅である。
- JRでは川西池田駅が最も近いが、本駅は阪急宝塚本線及び能勢電鉄妙見線川西能勢口駅とほぼ同じ距離にある。

## 校区
長尾台小学校区は宝塚市切畑長尾山、長尾台1・2丁目、花屋敷松ガ丘、花屋敷つつじガ丘、花屋敷荘園1～4丁目、ふじガ丘、雲雀丘山手1・2丁目、雲雀丘1～4丁目、花屋敷緑ガ丘、川西市満願寺町である。

## 校区が隣接している学校
- 宝塚市立西谷小学校
- 宝塚市立長尾小学校
- 川西市立加茂小学校
- 川西市立川西小学校
- 川西市立桜が丘小学校
- 川西市立川西北小学校
- 川西市立明峰小学校

### 地域
- 兵庫県小学校一覧